# Joe Diffie
Joe Logan Diffie (Tulsa, 28 de diciembre de 1958-Nashville, 29 de marzo de 2020) fue un cantante de música country estadounidense. Después de trabajar como cantante de demo en la década de 1980, firmó con la división Nashville de Epic Records en 1990. Entre ese entonces hasta 2004, Diffie registró 35 sencillos en la lista Billboard Hot Country Songs, cinco de los cuales alcanzaron el número uno: su lanzamiento debut "Home", "If the Devil Danced (In Empty Pockets)", "Third Rock from the Sun","Pickup Man" (su canción número uno más duradera, a las cuatro semanas) y "Bigger Than the Beatles". Además de estos singles, hizo que otros 12 llegaran al top 10 y diez más llegaran al top 40 en la misma tabla. También coescribió singles para Holly Dunn, Tim McGraw y Jo Dee Messina, y grabó con Mary Chapin Carpenter, George Jones y Marty Stuart. 
Diffie lanzó siete álbumes de estudio, un álbum navideño y un paquete de grandes éxitos bajo el sello Epic. También lanzó un álbum de estudio cada uno a través de Monument Records, Broken Bow Records y Rounder Records. Entre sus álbumes, Honky Tonk Attitude de 1993 y Third Rock from the Sun de 1994 están certificados en platino por la Recording Industry Association of America, mientras que Regular Joe de 1992 y Life's So Funny de 1995 son oro certificado. Su álbum, Homecoming: The Bluegrass Album, fue lanzado a finales de 2010 a través de Rounder. Su estilo está definido por una influencia country neotradicionalista con una mezcla de canciones novedosas y baladas. 

## Primeros años
Joe Diffie nació en una familia musical en Tulsa, Oklahoma, en 1958. Su primera actuación musical llegó a los 14 años, cuando actuó en la banda de música country de su tía Dawn Anita. El padre de Diffie, Joe R., tocaba la guitarra y el banjo, y su madre cantaba. Siguiendo los pasos de su madre, Diffie comenzó a cantar a una edad temprana, a menudo escuchando los álbumes en la colección de discos de su padre. Diffie ha dicho que su "mamá y papá afirmaron que [él] podía cantar con armonía cuando [él] tenía tres años". Su familia se mudó a San Antonio, Texas, mientras él estaba en primer grado, y posteriormente a Washington, donde asistió a cuarto y quinto grado. Más tarde, se mudó a Wisconsin durante los años en que cursaba el sexto grado hasta su segundo año de secundaria y regresó a Oklahoma, donde asistió a la secundaria en Velma. En sus últimos dos años en la escuela secundaria, Diffie jugó fútbol, béisbol y golf además de correr en pista; en su último año, fue reconocido como el mejor atleta masculino versátil. 
Después de graduarse, asistió a la Universidad de Cameron en Lawton, Oklahoma. Aunque inicialmente obtuvo créditos para la escuela de medicina, decidió oponerse a una profesión médica después de casarse por primera vez en 1977, y finalmente se retiró antes de graduarse. Diffie trabajó primero en campos petroleros, luego condujo un camión que bombeaba hormigón en el campo petrolero en Alice, Texas, antes de regresar a Duncan para trabajar en una fundición. Durante este período, trabajó como músico, primero en un grupo de gospel llamado Higher Purpose, y luego en una banda de bluegrass llamada Special Edition. Luego, Diffie construyó un estudio de grabación, comenzó a viajar con la Special Edition en estados adyacentes y envió grabaciones de demo a los editores en Nashville. Hank Thompson grabó "Love on the Rocks" de Diffie, y Randy Travis puso una de las canciones de Diffie en espera, pero finalmente no la grabó.
Después de que la fundición cerró en 1986, Diffie se declaró en bancarrota y vendió el estudio por necesidad financiera. También se divorció de su esposa, quien se fue con sus dos hijos. Diffie pasó varios meses en un estado de depresión antes de decidir mudarse a Nashville, Tennessee. Allí, tomó un trabajo en Gibson Guitar Corporation. Mientras estaba en Gibson, contactó a un compositor y grabó más demos, incluyendo canciones que luego serían grabadas por Ricky Van Shelton, Billy Dean, Alabama y las hermanas Forester. A mediados de 1989, dejó de trabajar en la compañía para grabar demos a tiempo completo. Diffie también conoció a Debbie, quien más tarde se convirtió en su segunda esposa. Ese mismo año, Diffie fue contactado por Bob Montgomery, un compositor y productor discográfico conocido por trabajar con Buddy Holly. Montgomery, quien era vicepresidente de A&R en Epic Records, dijo que quería firmar un contrato con Diffie con el sello, pero que tuvo que dejar al cantante en espera por un año. Mientras tanto, Holly Dunn lanzó "There Goes My Heart Again", que Diffie coescribió y cantó las voces de acompañamiento. Tras el éxito de la lista de canciones, Diffie firmó con Epic a principios de 1990.

## Carrera musical profesional

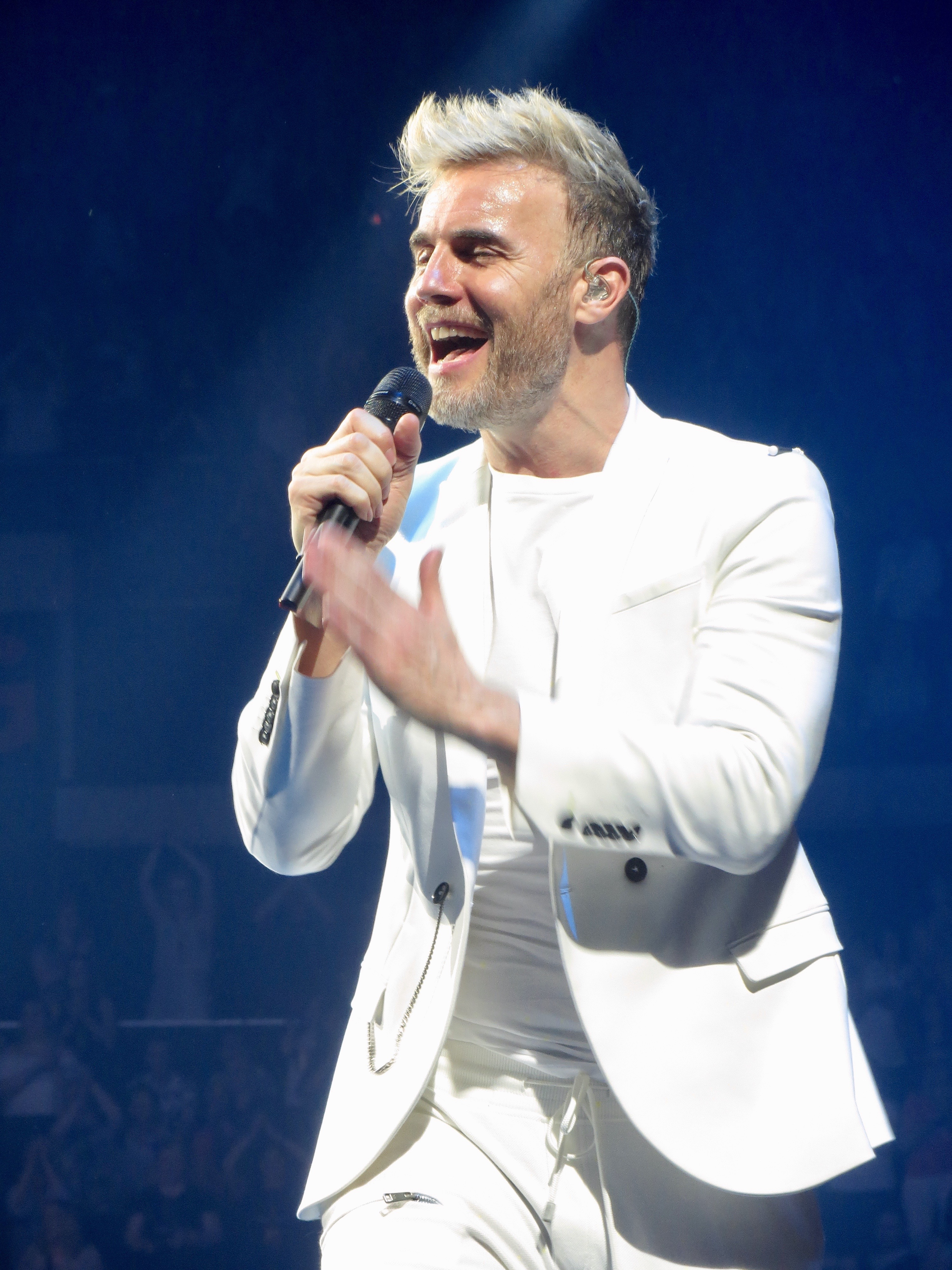
Gary Barlow actuando en el SSE Hydro de Glasgow durante su gira Wonderland Live en 2017.

### 1990-1991:A Thousand Winding Roads
El sello lanzó el álbum debut de Diffie, A Thousand Winding Roads, a fines de 1990, con Montgomery y Johnny Slate como productores. Su primer sencillo, "Home", alcanzó la cima de las listas de Billboard Hot Country Songs. La canción también alcanzó el número uno en las listas de música country publicadas por Radio &amp; Records y Gavin Report, convirtiéndolo en el primer artista de música country en tener un sencillo debut número uno en las tres listas, así como el primer artista de música country en tener un sencillo debut que pasó más de una semana en el puesto número uno en las últimas dos publicaciones. Diffie coescribió el segundo y cuarto lanzamiento del álbum, "If You Want Me To" y "New Way (To Light Up an Old Flame)"; ambos alcanzaron el número dos en Billboard, y el primero alcanzó el número uno en las listas de música country de RPM en Canadá. Entre estas dos canciones, "If the Devil Danced (In Empty Pockets)" se convirtió en el segundo Billboard número uno de Diffie. El álbum en sí alcanzó el número 23 en Top Country Albums. Diffie también realizó sus primeros conciertos a fines de 1990, de gira con George Strait y Steve Wariner. Ese mismo año, Cash Box lo nombró vocalista masculino del año. En 1991, Diffie coescribió los temas "Livin 'on What's Left of Your Love" y "Memory Lane" en el álbum debut de su compañero de sello Keith Palmer.

### 1992:Regular Joe
El segundo álbum de Diffie, titulado Regular Joe, fue lanzado en 1992 y fue certificado oro por la Recording Industry Association of America. Los dos primeros sencillos del álbum alcanzaron el número cinco en Billboard: "Is It Cold in Here" y "Ships That Don't Come In", y el último alcanzó el número uno en Radio & Records. "Ships That Don't Come In" fue coescrita por Dave Gibson, también grabando en Epic en ese momento como miembro de la Banda Gibson/Miller. El tercer sencillo del álbum, "Next Thing Smokin'", debutó en la lista un mes antes de "Not Too Much to Ask", un dúo que Diffie grabó con Mary Chapin Carpenter para su álbum Come On Come On. Ambas canciones llegaron al top 20 del country, respectivamente llegando a 16 y 15, y el dúo fue nominado para un Premio Grammy a la Mejor Colaboración Vocal Country en los 35° Premios Grammy en 1993. El último sencillo de Regular Joe fue "Startin 'Over Blues" (originalmente el lado B de "Ships That Don't Come In"), que alcanzó su punto máximo en el número 41. También se incluyó en el álbum la balada "Goodnight Sweetheart", que más tarde fue un éxito country en el top 10 de 1996 para David Kersh. 
Brian Mansfield le dio al álbum una crítica positiva en Allmusic, diciendo que "tiene todos los clichés de la música country, y todas las cosas buenas también". El crítico de Richmond Times-Dispatch, Norman Rowe, se refirió a Diffie como una "sorpresa agradable" y llamó "¿Hace frío aquí?", "El tipo de obra sentimental con el que George Jones ha hecho maravillas en el pasado". Alanna Nash de Entertainment Weekly pensó que Diffie" [cantaba] con su voz natural", pero pensó que su material "golpea todos los botones temáticos predecibles".

### 1993:Honky Tonk Attitude
Honky Tonk Attitude (1993) envió un millón de copias a los Estados Unidos y fue certificado platino. Los primeros tres singles del álbum alcanzaron el top 10 en las listas de singles del country: la canción principal (que Diffie coescribió) y la composición de Dennis Linde "John Deere Green" alcanzaron el número cinco, con el número tres "Apóyeme junto al Jukebox (If I Die)" en el medio. "John Deere Green" también representó la primera aparición de Diffie en el Billboard Hot 100, donde alcanzó su punto máximo en el número 69. " In My Own Backyard", el último lanzamiento de Honky Tonk Attitude, alcanzó el número 19 en las listas de country. Diffie le dijo al Fort Worth Star-Telegram que el álbum era "un poco más ruidoso que los dos primeros". Nash calificó el álbum más favorablemente que los anteriores, diciendo que Diffie "está madurando para convertirse en un intérprete de primer nivel de los problemas de la clase trabajadora".
También en 1993, Diffie fue incluido en el Grand Ole Opry. Varios otros artistas y él ganaron el premio de la Asociación de Música Country de ese año por el Evento Vocal del Año, por sus voces invitadas en "I Don't Need Your Rockin 'Chair" de George Jones. Tim McGraw también incluyó dos de las canciones de Diffie en su álbum debut de 1993: otra versión de "Memory Lane", que lanzó como single, y "Tears in the Rain".

### 1994-1996:Third Rock from the Sun,Mr. Christmas, yLife's So Funny
Third Rock from the Sun fue el álbum de country más destacado de Diffie (donde alcanzó el número seis), así como su segundo álbum de platino consecutivo. También fue el primer álbum que coprodujo, haciéndolo con Johnny Slate. El álbum incluyó dos sencillos número uno consecutivos en su canción principal y en "Pickup Man". La última de esas dos canciones fue la número uno más duradera de Diffie, a las cuatro semanas. Ambas canciones también entraron en el hot 100, alcanzando su punto máximo en el puesto 84 y 60. En 2005, "Pickup Man" fue reutilizado por la cadena de restaurantes Applebee's para su uso en sus comerciales de televisión. El siguiente sencillo del álbum, " So Help Me Girl ", alcanzó el número dos en las listas de country y 84 en las listas de pop, además de encabezar las listas de country de RPM. La canción fue interpretada en 1997 por el cantante inglés Gary Barlow. Diffie siguió la canción con "I'm in Love with a Capital 'U'"  y "That Road Not Taken", que alcanzaron puestos de 21 y 40 respectivamente. Third Rock from the Sun recibió elogios críticos por agregar más material de rock y ritmo acelerado. Thom Owens escribió que comenzó a "agregar más adornos de rock" en este álbum, y Nash dijo que Diffie "no solo entiende la ética de cuello azul de adentro hacia afuera, sino que también está familiarizado con su parte inferior humorística".
A mediados de 1995, grabó la canción principal de Runnin 'Wide Open de Columbia Records, un álbum que comprende canciones inspiradas en NASCAR de varios artistas. Lanzó dos álbumes más tarde en el año. El primero fue un proyecto navideño titulado Mr. Christmas, que incluía versiones de canciones tradicionales de Navidad, así como canciones recién escritas. Una de estas canciones originales, "LeRoy the Redneck Reindeer", fue emitida como un sencillo navideño a finales de año, alcanzando el número 33 en su lanzamiento inicial y reingresando a las listas de música country durante los próximos dos años en base a la emisión de Navidad. De este álbum, Stephen Thomas Erlewine dijo, "es agradable, pero no es particularmente distinguido".
Su otro lanzamiento ese año fue el álbum de estudio Life's So Funny. Fue liderado por " Bigger Than the Beatles", el último sencillo número uno de su carrera. Los otros dos singles del álbum fueron "C – O – U – N – T – R – Y" y " Whole Lotta Gone" (anteriormente el lado B de "Bigger Than the Beatles"), los cuales alcanzaron un máximo de 23 en las listas de música country en 1996. El crítico de Country Standard Time, George Hauenstein, elogió el álbum por contener "canciones que son ligeramente diferentes de [lo que] cantan esos otros artistas". Owens pensó que era una "colección variada de baladas y rockeros tempo medio", pero dijo que no era "tan atractiva" como Third Rock from the Sun. Nash le dio a "Bigger Than the Beatles" una calificación de C-menos, llamándolo "solo un dispositivo cojo para evocar los nombres de los queridos héroes del rock".

### 1996-1998:Twice Upon a TimeyGreatest Hits
Twice Upon a Time siguió en 1996. Todos sus singles no lograron llegar al top 10 en las listas de country, con "This Is Your Brain" llegando al número 25, seguido de "Somethin 'Like This" en el número 40 y "The Promised Land" en el número 61, el sencillo más bajo de su carrera. El álbum tampoco logró una certificación de oro. Doug Virden y Drew Womack, que luego grabaron en Epic en la banda Sons of the Desert, cantaron coros. También se incluyó en el álbum "I Got a Feelin'", que Tracy Lawrence grabó anteriormente en su álbum de 1994 I See It Now. Jeffrey B. Remz criticó las dos canciones novedosas de Twice Upon a Time por carecer de sustancia, y pensó que la mayoría de las baladas estaban bien cantadas, pero que la producción "carece de alma". Owens dijo que "no ofrece nada nuevo o especialmente notable de Joe Diffie".
A mediados de 1998, Epic Records lanzó el paquete Greatest Hits de Diffie, que presentaba tres nuevos cortes. Entre ellos estaban "Texas Size Heartache", y su lado B, "Poor Me", que respectivamente alcanzaron los números cuatro y 43 en las listas de country. A finales de año, Diffie grabó una versión de "Behind Closed Doors" de Charlie Rich para el álbum de varios artistas A Tribute to Tradition en Columbia Records. La versión de Diffie de la canción alcanzó su punto máximo en el número 64 en base a una reproducción al aire no solicitada. También contribuyó a otro corte en ese álbum, "Same Old Train", que contó con Marty Stuart y otros 11 cantantes de música country. Esta canción alcanzó el puesto 59 en las listas de country y ganó el Premio Grammy de 1999 a la Mejor Colaboración Vocal Country para todos los artistas involucrados.

### 1999-2000:A Night to Remember
Su último álbum para Epic Records, titulado A Night to Remember, fue lanzado en 1999. Como lo hizo con los nuevos cortes para su paquete Greatest Hits, Diffie trabajó con los productores Don Cook y Lonnie Wilson, un amigo de Diffie que trabajó principalmente como baterista y compositor de sesiones, y anteriormente lideró la banda Bandana. Su canción principal pasó 29 semanas en las listas de country y alcanzó el número seis; fue su único top 40 en el hot 100, donde alcanzó el número 38. Después de esta canción vino "The Quittin 'Kind" y "It's Always Somethin'", que respectivamente alcanzaron 21 y cinco en las listas de country, y 90 y 57 en los 100 mejores. Este último pasó 37 semanas en las listas de música country, la carrera más larga lograda por cualquiera de sus singles. 
Country Standard Time le dio al álbum una crítica positiva por tener "ninguna melodía de novedad en el grupo", y Nash escribió que tenía una "sorprendente profundidad de sentimiento". Erlewine también señaló que el álbum no contenía ninguna canción novedosa, y lo llamó el "álbum más puro del country que haya hecho".

### 2001-2004:In Another WorldyTougher Than Nails
En 2001, Sony Nashville transfirió a Diffie de su división Epic a la división Monument Records debido a una decisión corporativa de que Epic tenía demasiados artistas y Monument tenía muy pocos. Cook y Wilson también produjeron su único álbum para Monument, titulado In Another World. Con respecto a este álbum, Diffie le dijo a Billboard que su material tenía un tema común de amor, y que quería crear un sonido más contemporáneo a través de la producción La canción principal del álbum alcanzó el número 10 en las listas de country y el número 66 en los 100 mejores. Solo se lanzó otro sencillo del álbum: "This Pretender" (coescrito por el cantante principal de Rascal Flatts, Gary LeVox), que no logró que la música country fuera Top 40.
In Another World recibió críticas mixtas. El crítico de Country Weekly escribió que Diffie "trata con las emociones de los adultos" y describió la canción principal como "una balada brillante perfecta para su expresivo tenor". William Ruhlmann llamó al álbum "country de fórmula sólida", y Jeffrey B. Remz, de Country Standard Time, dijo que "interpreta fácilmente" las canciones, pero "no parece estar haciendo nada demasiado diferente". Después de que Monument cerró su sucursal de Nashville, Diffie comenzó a viajar con Mark Chesnutt y Tracy Lawrence en el Rockin 'Roadhouse Tour, que comenzó en 2002. Ese mismo año, Diffie fue incluido en el Salón de la Fama de la Música de Oklahoma.
Diffie firmó con los sellos independientes de Broken Bow en 2003. Su único álbum para el sello fue Tougher Than Nails, que Wilson y él produjeron con Buddy Cannon. Incluyó cinco canciones que Diffie coescribió, así como un dúo con George Jones titulado "What Would Waylon Do". Tougher Than Nails produjo un éxito entre los 20 mejores en su canción principal, seguido de "If I Only Only Bring You Back", que alcanzó el número 50 y pasó solo ocho semanas en las listas. Esta última canción también fue su último single en la lista. Erlewine dijo sobre el contenido del álbum, "no hay nada nuevo, pero no es necesario que lo sea", y Country Standard Time dijo que el álbum "muestra que todavía tiene el talento que lo llevó al estrellato en primer lugar".
En 2005, Jo Dee Messina lanzó "My Give a Damn's Busted", que Diffie coescribió y originalmente grabó en In Another World. Su versión de la canción, incluida en su álbum Delicious Surprise, fue un sencillo número uno ese año.

### 2004-2020:The Ultimate Collectiony actividad posterior
Después de abandonar Broken Bow, Diffie continuó de gira, principalmente tocando en lugares más pequeños y ferias del condado. En 2007, se unió a Lonestar, Charlie Daniels y Craig Morgan para realizar un concierto benéfico para el sargento Kevin Downs, un soldado que resultó gravemente herido en Irak. En 2008, Diffie compiló y lanzó un álbum en vivo, y firmó con Rounder Records más tarde en ese año. Rounder lanzó un álbum llamado The Ultimate Collection, que incluía regrabaciones de sus éxitos para Epic.
Su siguiente proyecto para Rounder, Homecoming: The Bluegrass Album, fue lanzado el 26 de octubre de 2010. Incluye colaboraciones con The Grascals, Rhonda Vincent y otros artistas de bluegrass. Diffie estuvo de gira en varias ferias del condado en agosto de 2010 para apoyarlo. Coprodujo el álbum con Luke Wooten e incluyó en él la canción "Tennessee Tea", que Diffie grabó originalmente mientras estaba en Special Edition. El crítico de Allmusic le dio a este álbum una crítica positiva por mostrar las influencias de bluegrass de Diffie. 
A finales de 2012, Jason Aldean grabó la canción "1994", coescrita por Thomas Rhett, Luke Laird y Barry Dean. La canción, que fue lanzada en febrero de 2013 como el tercer sencillo del álbum de Aldean, Night Train, nombra a Diffie e incorpora varios de sus títulos en la letra. Al enterarse de la canción, Diffie dijo, "es realmente un honor" ser mencionado en la canción, y que fue "halagador". Más adelante en el año, Diffie colaboró con Aaron Tippin y Sammy Kershaw en el álbum All in the Same Boat, y cortó el sencillo "Girl Riding Shotgun" con el sello D Thrash del grupo Jawga Boyz. Esto fue seguido en 2019 por un álbum de vinilo llamado Joe, Joe, Joe Diffie.

## Estilos musicales
Steve Huey, de Allmusic, escribió que Diffie "prestó su sensibilidad tradicional a novedades humorísticas, teñidas de rock y baladas lastimeras". Sus primeros álbumes para Epic consistieron principalmente en baladas, pero comenzando con Honky Tonk Attitude, comenzó a incluir más números de ritmo y novedad. Comenzando con A Night to Remember, Diffie volvió a un sonido más orientado a la balada; Mike Kraski, entonces vicepresidente senior de ventas de Sony Music Nashville, pensó que los álbumes anteriores habían enfatizado demasiado sus lanzamientos novedosos.
Alanna Nash comparó regularmente la voz de Diffie con la de George Jones. En su reseña de A Thousand Winding Roads, comparó el álbum con el debut de Mark Chesnutt Too Cold at Home diciendo: "Mientras Chesnutt simplemente se inspira en Jones, Diffie imita la entrega de Jones ... Pero ahora que está haciendo discos él mismo, [su imitación vocal] lo deja en la parte trasera de la manada, como un estilista con poco estilo propio ". Ella pensó que Diffie comenzó a alejarse de sus influencias de George Jones en A Night to Remember. William Ruhlmann escribió que Diffie "ha reunido una carrera de más de una década en el country en gran medida por su capacidad de tener éxito" en "buscar editoriales de Nashville para 10 buenas composiciones en el estilo establecido", y que era un "adecuado pero indiferente cantante."

## Vida personal y muerte
Diffie se casó cuatro veces. Su primera esposa fue Janise Parker, con quien se casó mientras estaba en la universidad. La pareja tuvo dos hijos, Parker y Kara, luego se divorciaron en 1986. Más tarde, Parker trabajó como gerente en ruta de Diffie a mediados de la década de 2000, y a mediados de 2010, Kara y él audicionaron para American Idol. Dos años después de divorciarse de Janise, Diffie se casó con Debbie Jones, una enfermera técnica. Tuvieron dos hijos, Drew y Tyler, el último de los cuales nació con síndrome de Down y casi muere en 1991 después de complicaciones de una amigdalectomía. Diffie comenzó una aventura con Liz Allison, la viuda del conductor de NASCAR, Davey Allison, en 1993. En 1994, un juez ordenó a Diffie que le pagara a Jones $ 3,000 por mes para su acuerdo de divorcio pendiente, y que no permitiera que Drew y Tyler estuvieran en presencia de ninguna novia. Se divorció de Jones en 1996. 
En 2000, Diffie se casó con Theresa, a quien conoció en un concierto, en el Hotel Opryland en Nashville. Tuvieron una hija nacida en 2004. La pareja se divorció en 2017.
El 26 de mayo de 2018, Joe se casó con Tara Terpening en el Salón de la Fama de los Músicos en Nashville, TN. Tuvieron una hija de nombre Reaux.
Desde 1992 hasta principios de la década de 2000, Diffie celebró un concierto benéfico y un torneo de golf en beneficio de First Steps, una organización sin fines de lucro para la educación de niños con discapacidad mental y física. Sus contribuciones a esta organización le valieron un Premio Humanitario de Country Radio Broadcasters en 1997. 
Se convirtió en un locutor de radio de música country, al frente de un programa de mediodía para la estación de radio de Tulsa, KXBL.
El 27 de marzo de 2020, Diffie anunció que dio positivo por coronavirus en medio de la pandemia de coronavirus 2019-20, enfermedad causada por el virus del SARS-CoV-2. Dos días después, el 29 de marzo, murió en Nashville a la edad de 61 años por complicaciones de la enfermedad del COVID-19.

## Discografía

### Álbumes de estudio
- A Thousand Winding Roads (1990)
- Regular Joe (1992)
- Honky Tonk Attitude (1993)
- Third Rock from the Sun (1994)
- Life's So Funny (1995)
- Twice Upon a Time (1997)
- A Night to Remember (1999)
- In Another World (2001)
- Tougher Than Nails (2004)
- Homecoming: The Bluegrass Album (2010)
- All in the Same Boat (2013)
- Joe, Joe, Joe Diffie (2019)

### Singles números uno deBillboard
- "Home" (1990)
- "If the Devil Danced (In Empty Pockets)" (1991)
- "Third Rock from the Sun" (1994)
- "Pickup Man" (1994)
- "Bigger Than the Beatles" (1995-1996)

## Premios y nominaciones
| Año  | Asociación                 | Categoría                                                                                | Resultado |
| ---- | -------------------------- | ---------------------------------------------------------------------------------------- | --------- |
| 1990 | Cash Box                   | Vocalista Masculino del Año                                                              | Ganador   |
| 1993 | Premios Grammy             | Mejor colaboración de Vocal Country - "Not Too Much to Ask" (con Mary Chapin Carpenter ) | Nominado  |
| 1993 | Academia de música country | Evento Vocal del año - "I Don't Need Your Rockin' Chair" (con George Jones et al.)       | Ganadora  |
| 1998 | Premios Grammy             | Mejor colaboración de Vocal Country - "Same Old Train" (con Marty Stuart et al.)         | Ganadora  |